# Thelcticopis ajax
Thelcticopis ajax là một loài nhện trong họ Sparassidae.
Loài này thuộc chi Thelcticopis. Thelcticopis ajax được Mary Agard Pocock miêu tả năm 1901.